# Orthetrum albistylum
Orthetrum albistylum là loài chuồn chuồn trong họ Libellulidae. Loài này được Selys mô tả khoa học đầu tiên năm 1848.

## Hình ảnh

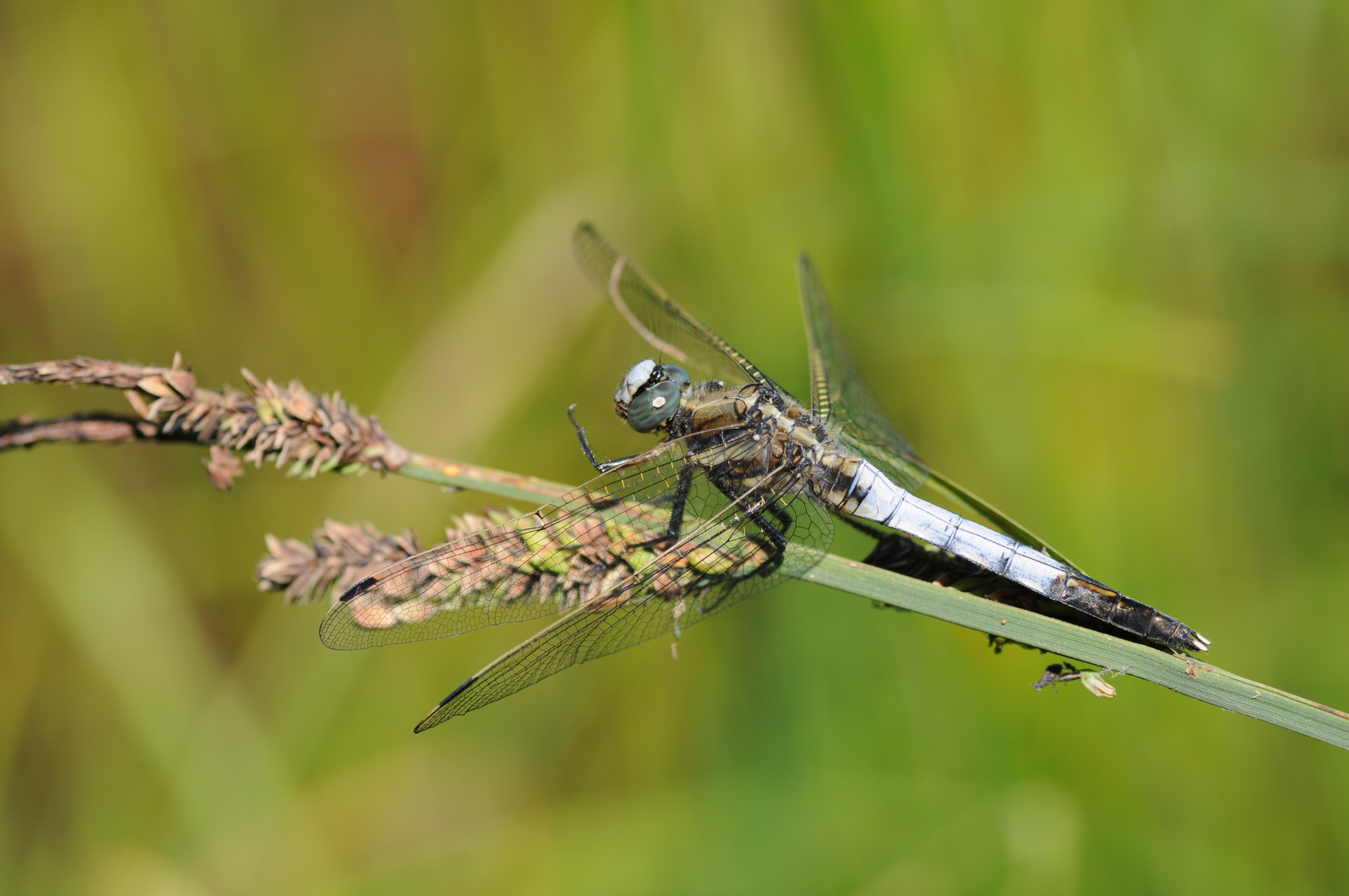
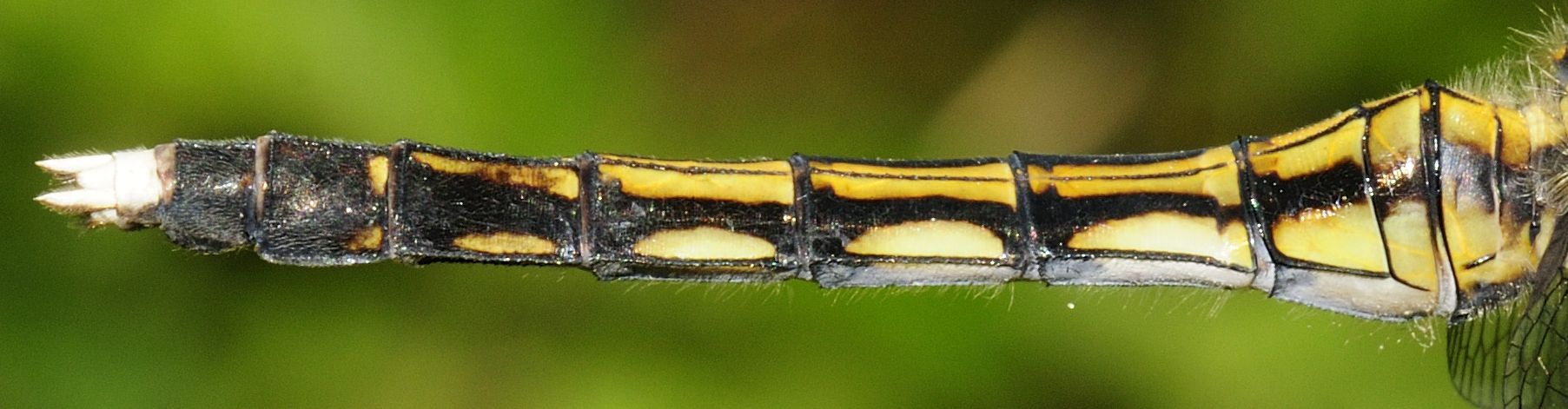
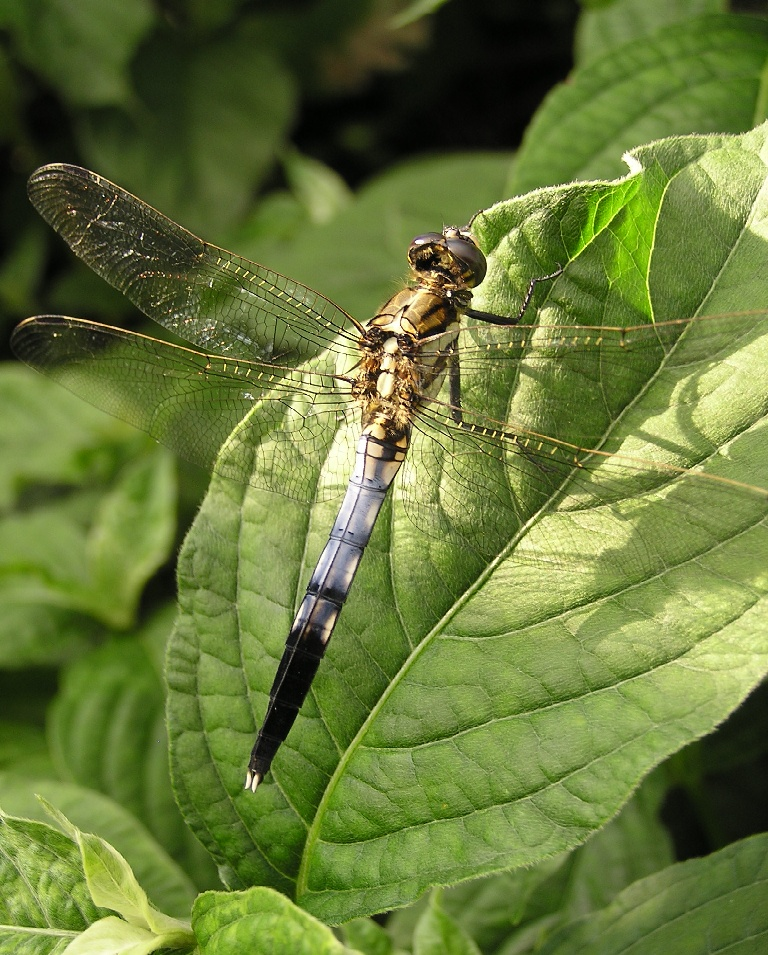
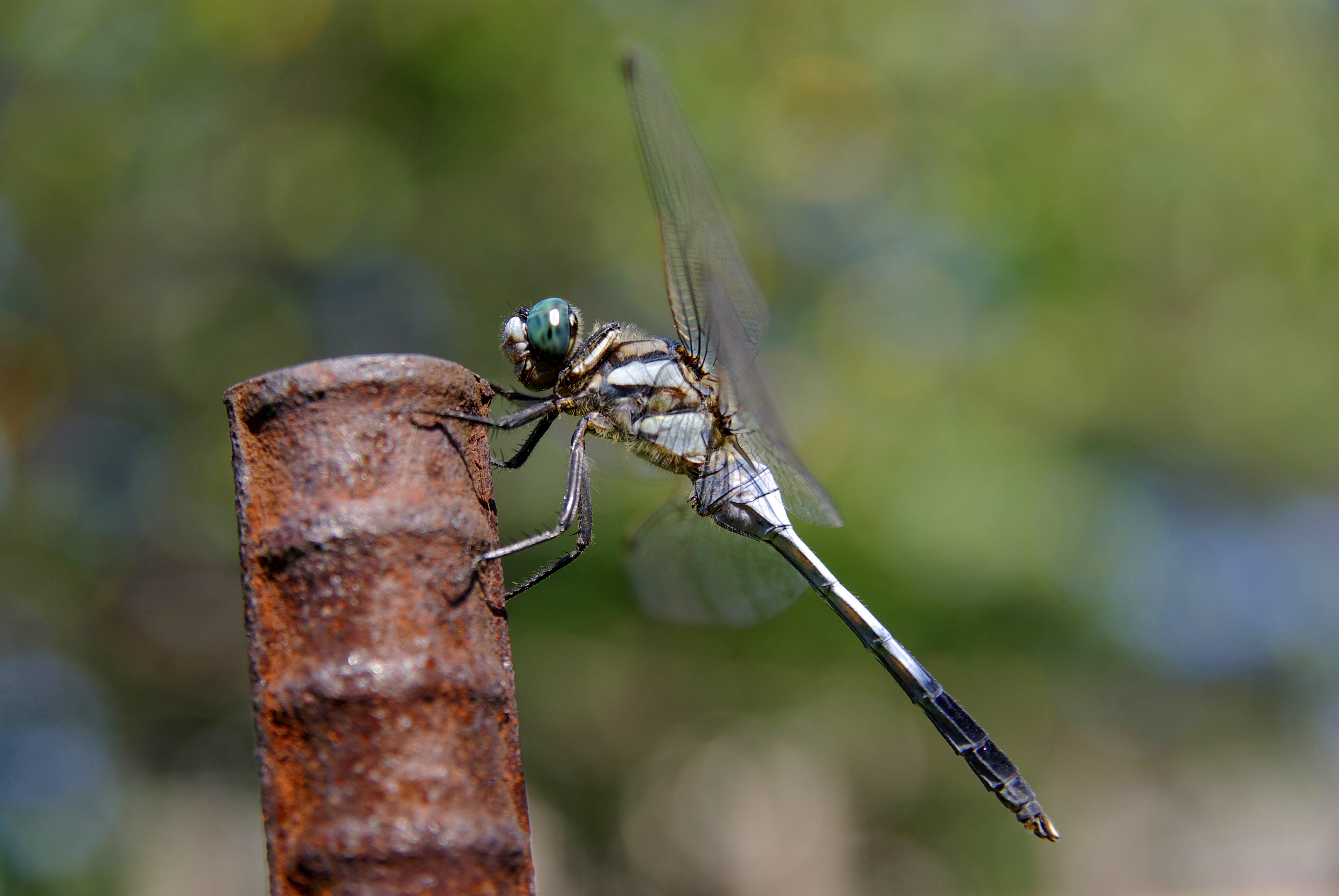